# Abadía del Císter
La antigua Abadía de Santa Ana de Recoletas Bernardas del Císter, más conocida como la Abadía del Císter, es un edificio situado en el centro histórico de la ciudad española de Málaga.

## Historia
El origen de esta abadía se encuentra en 1607 en el Convento de Jesús y María junto a la parroquia de San Juan. En 1617 encontró nueva ubicación en la plazuela del Conde pero la desamortización de 1836 acabó con el edificio para adecentar la Calle Císter. La actual abadía es de 1878 y es obra de Gerónimo Cuervo. Desde 1996 alberga los restos de Pedro de Mena.
En la década de 1990 este edificio fue restaurado y ampliado pero en 2009 el convento fue clausurado ante la falta de vocación de las nuevas generaciones y muchas piezas del mobiliario fueron trasladadas.
Durante las obras de restauración se encontraron restos de las termas romanas de Malaca en su subsuelo.
La abadía contaba con una rica pinacoteca, el Museo Sacro del Císter, cuyo futuro se desconoce tras el traslado. 
En la actualidad es la sede canónica de la Real Hermandad del Santo Sepulcro y Nuestra Señora de la Soledad. Trasladando sus imágenes desde la Parroquia de los Santos Mártires a la misma el 25 de enero de 2014. 